# Dirottamento del volo El Al 426
Il volo El Al 426 è stato un volo passeggeri El Al dirottato il 23 luglio 1968 da tre membri del Fronte Popolare per la Liberazione della Palestina (FPLP), segnando l'inizio di un'ondata di dirottamenti da parte del FPLP.

## Storia
L'aereo, un Boeing 707, doveva volare dall'aeroporto di Fiumicino di Roma all'aeroporto di Lod, ora noto come aeroporto internazionale Ben Gurion. L'aereo venne dirottato su Algeri.
Dopo che l'aereo partì da Roma, i piloti chiesero il caffè all'equipaggio di cabina. Mentre il caffè veniva portato ai piloti, due dei dirottatori si fecero strada attraverso la porta della cabina di pilotaggio, uno di loro colpì il tecnico di volo con il calcio della pistola e ordinò di volare verso Algeri. L'altro dirottatore minacciò i passeggeri con una pistola e una bomba a mano.
Quando l'aereo atterrò a Dar El Beida, le autorità algerine misero a terra l'aereo. Il giorno successivo inviarono in Francia tutti i passeggeri non israeliani con i jet Air Algérie Caravelle. Dieci donne e bambini vennero rilasciati durante il fine settimana. I restanti 12 passeggeri israeliani e l'equipaggio di 10 vennero tenuti in ostaggio per il resto del dirottamento. I dirottatori vennero identificati come membri del Fronte Popolare per la Liberazione della Palestina. Erano dotati di passaporti iraniani e indiani. I dirottatori erano stati scelti con cura dal FPLP a causa delle loro occupazioni (un pilota, un colonnello dell'esercito palestinese e un insegnante di karate).
I governi israeliano e algerino negoziarono il ritorno degli ostaggi e dell'aereo attraverso i canali diplomatici. Cinque settimane dopo, tutti vennero rilasciati in cambio di 16 prigionieri arabi condannati. Secondo la BBC, per la durata di 40 giorni, questo sarebbe stato il dirottamento più lungo di un volo commerciale.